# Charles-Eutrope de La Laurencie
Pour les autres membres de la famille, voir Famille de La Laurencie.
Charles-Eutrope de La Laurencie de Cressac, né dans le diocèse de Saintes le 30 avril 1740 et mort à Paris le 13 mai 1816, est un dignitaire français de l'église catholique, évêque du diocèse de Nantes réfractaire au serment constitutionnel, destitué en 1791.

## Biographie
Charles-Eutrope de La Laurencie est ordonné prêtre, puis, alors qu'il est vicaire général dans le diocèse de Poitiers, est nommé évêque de Nantes en 1784.
Sous la Révolution française, Charles de la Laurencie fait partie des prêtres réfractaires qui refusent le serment à la Nation imposé par les révolutionnaires. Destitué pour cela en 1791, il est remplacé en avril 1791 par Julien Minée, élu évêque constitutionnel de la Loire-Inférieure. Il se fait remarquer par sa constance contre-révolutionnaire précoce, dès 1789, et jusqu'à sa mort en 1816 puisqu'il refuse également le Concordat de 1801 ainsi que la nomination d'un nouvel évêque. Alors qu'il est immigré en Angleterre depuis la fin de la guerre de Vendée, il rentre finalement en France en 1814 après la chute de Napoléon, mais meurt sans le sou en 1816.

## Armes
Ses armes sont : D'azur à l'aigle bicéphale au vol abaissé d'argent.